# Коректура
Коректурата е процесът на коригиране на повърхностни грешки в писането като граматически, правописни, пунктуационни и други езикови грешки.
Коректурата е итеративен процес на сравняване на коректурите с оригиналните ръкописи или графични произведения, за да се идентифицират грешки в транскрипцията в процеса на набор. В миналото коректорите са поставяли корекции или знаци за корекция по полетата. В съвременното публикуване материалът обикновено се предоставя в електронна форма, традиционният набор вече не се използва и следователно (като цяло) този вид транскрипция вече не се среща. Еквивалентна функция продължава да съществува в специализирани научни, технически и математически публикации, където сложни обозначения или диаграми се транскрибират от ръкописи в електронен документ с помощта на специализиран софтуер. Следователно ролята, която играят чистите коректори в процеса, почти е изчезнала. Съвременните редактори на копия могат да проверяват оформлението заедно с традиционните си проверки на граматика, пунктуация и четливост.
Коректорът проверява за правописни, печатни и пунктуационни грешки, както и за уеднаквяване форматирането на езика, с което подготвя финалния текст за публикуване или отпечатване. За правописа проверява за правилната употреба на:
- точки, запетаи, двоеточия и т.н.
- думи, които звучат близо една на друга, но имат различни значения
- кавички и апострофи
- двойни интервали

Да не се бърка с редактирането, което се занимава с подобряване стила на писане, изказа и богатството на изразяване, премахване на неточности и неправилни конструкции и подобряване яснотата на изразяване.